# Pasztecik szczeciński

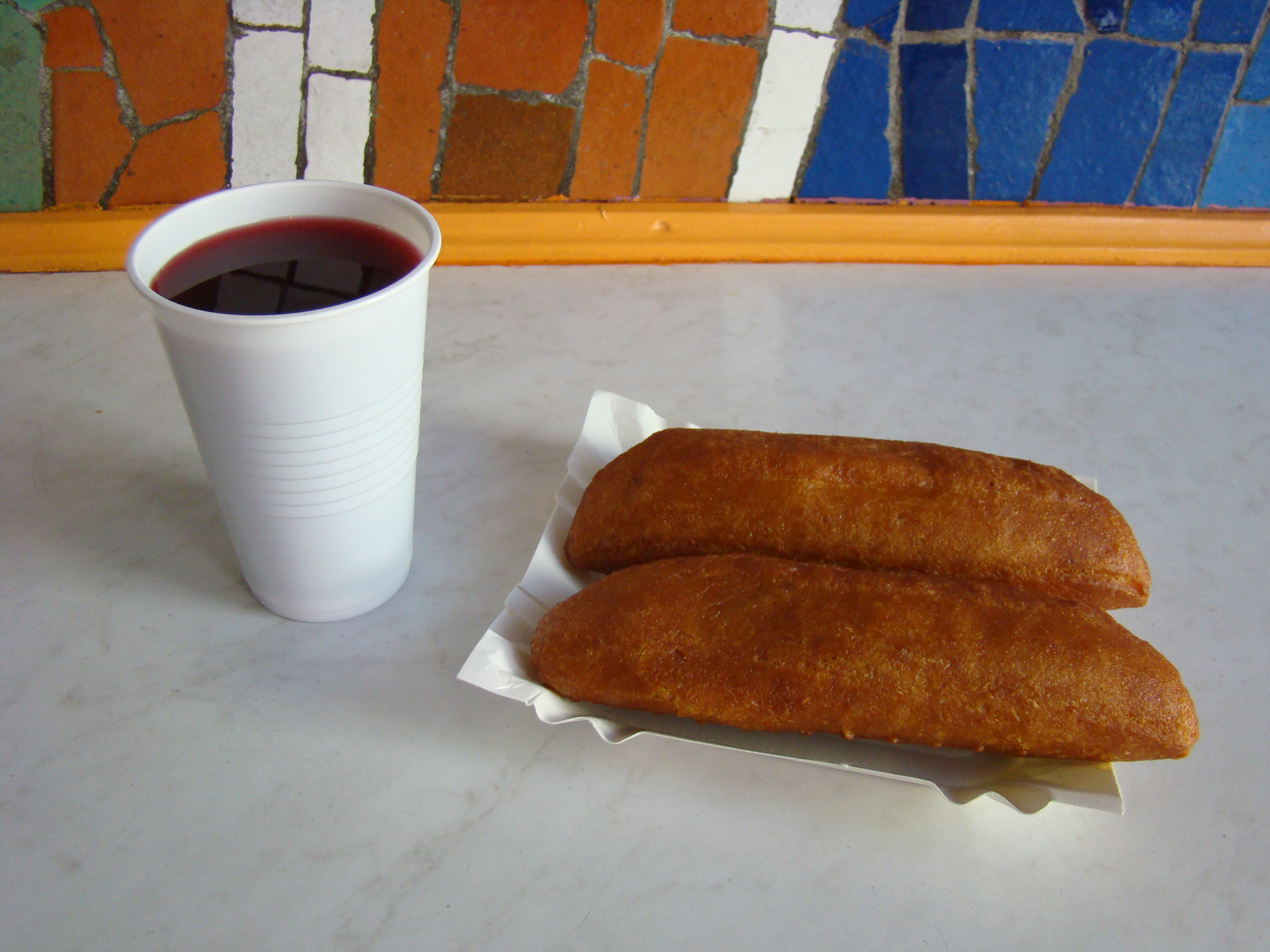
Paszteciki szczecińskie serwowane z czerwonym barszczem

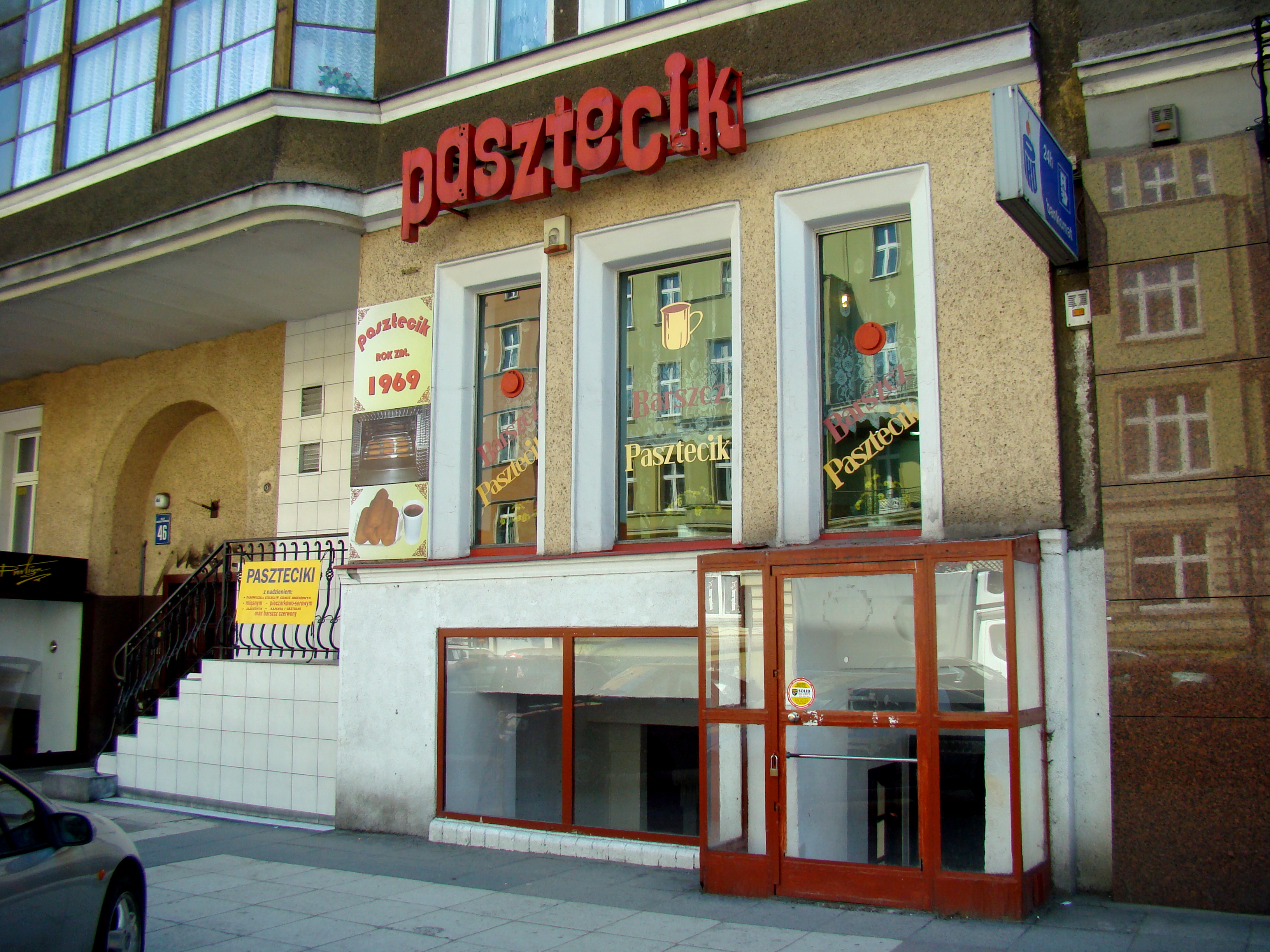
Najstarszy bar serwujący paszteciki przy al. Wojska Polskiego 46 w Szczecinie

Pasztecik szczeciński – rodzaj smażonego ciasta drożdżowego nadziewanego zwykle mieszankami mięsnymi, rzadziej jarskimi, danie typowe dla Szczecina, uważane za jeden z symboli miasta i jego mieszkańców. Nadzienie składa się najczęściej z wieprzowiny połączonej z wołowiną, kapusty z grzybami bądź sera i pieczarek. W czasach Polskiej Rzeczypospolitej Ludowej dość powszechnym zjawiskiem było zastępowanie farszu mięsnego pastą jajeczną. Ciasto z zewnątrz jest kruche, jednak w środku ma delikatną i miękką konsystencję. Pasztecik serwowany jest zazwyczaj z niezabielanym, mocno przyprawionym czerwonym barszczem.
Najstarszy lokal serwujący paszteciki został założony w 1969 roku, do produkcji specjału używał maszyny sprowadzonej w 1971 roku z radzieckiego demobilu, wyprodukowanej dla tamtejszego wojska.
W 2008 roku pojawiła się propozycja Urzędu Marszałkowskiego Woj. Zachodniopomorskiego, aby pasztecik wpisać na Listę produktów tradycyjnych, chronionych przez unijne prawo. Ostatecznie pasztecik znalazł się na liście 22 grudnia 2010 roku, co oznacza, iż wszyscy producenci muszą ściśle przestrzegać jego receptury.
W roku 2015 władze wojewódzkie ogłosiły, że dzień 20 października obchodzony będzie jako Dzień Pasztecika Szczecińskiego.